# 田仲圭太
田仲 圭太（たなか けいた、1988年8月13日 - ）は、山梨県出身のソングライター、編曲家、音楽プロデューサー。

## 概要
「株式会社TOPICS.LAB」代表取締役。音楽制作チーム「SCRAMBLES（スクランブルズ）」を2023年9月に退社し、独立。2023年11月10日に「株式会社TOPICS.LAB」を設立。

## 提供作品
A.B.C-Z
- 「Great 5」（作曲・編曲）

BLUEGOATS
- 「夢で逢えたら」（作曲・編曲、ダイナマイト・マリンと共作詞）
- 「君の唄で生きていたい」（作曲・編曲、ほんま・かいなと共作詞）
- 「涙の海を超えて」（作曲）
- 「IWGP」（作曲、ほんま・かいなと共作詞）
- 「戦う日々」（作曲、ほんま・かいなと共作詞）
- 「2021」（作曲）
- 「青春時代」（作曲）
- 「嘘ひとつ言えたなら」（作曲）
- 「素直になれない」（作曲）
- 「おまじない」（作曲、ソンソナと共作詞）
- 「誰もあなたを笑わない」（作曲、ほんま・かいなと共作詞）
- 「DAYS」（作曲、ほんま・かいなと共作詞）
- 「アイラヴユー」（作曲）

BiSH
- 「スパーク」（松隈ケンタと共編曲）
- 「サラバかな」（松隈ケンタと共編曲）
- 「ぴらぴろ」（編曲）
- 「Story Brighter」（松隈ケンタと共編曲）
- 「beautifulさ」（編曲）
- 「身勝手あいにーじゅー」（編曲）
- 「サラバかな」（松隈ケンタと共編曲）
- 「DEAR…」（松隈ケンタと共編曲）
- 「ファーストキッチンライフ」（トラックデザイン）
- 「 IDOL is SHiT」（プログラミング）
- 「Am I FRENZY??」（トラックデザイン）
- 「 Hey gate」（トラックデザイン）
- 「生きててよかったというのなら」（トラックデザイン）
- 「My landscape」（トラックデザイン）
- 「BODiES」（トラックデザイン）
- 「ALLS」（トラックデザイン）
- 「HiDE the BLUE」（トラックデザイン）
- 「どんなに君が変わっても僕がどんなふうに変わっても明日が来る君に会うため」（トラックデザイン）

私立恵比寿中学
- 「フユコイ」（作詞・作曲・ギター）[2]

　高橋李依
- 「不健康社会」（サウンドディレクション、TOPICS.LABとして編曲）
- 「共感されなくてもいいじゃない」（サウンドディレクション、TOPICS.LABとして編曲）[3]
- 「反省会」（作曲、サウンドディレクション、TOPICS.LABとして編曲）[4]

　前田佳織里
- 「光ったコインが示す方」（作詞・作曲、サウンドディレクション、TOPICS.LABとして編曲）[5]
- 「常識外れヒューマン」（作詞・作曲、TOPICS.LABとして編曲）
- 「キュンアピ」（作詞・作曲・編曲[6]）

たこやきレインボー
- 「にじースターダスト」（作詞・作曲）

中川翔子
- 「誰にも言えないキスのあと」（ギター）

夢みるアドレセンス
- 「Bye Bye My Days」（作詞・作曲・編曲・ギター）[7]

BiS
- 「ERROR」（作曲・編曲）
- 「つよがりさん」（作曲）

BiS階段
- 「好き好き大好き」（Instruments）

プラニメ
- 「Plastic 2 Mercy」（シンセサイザープログラミング）

GANG PARADE
- 「fly away」（作曲・編曲）
- 「Plastic 2 Mercy」（編曲）
- 「とろいくらうに食べたい」（トラックデザイン）
- 「crazy night」（編曲）
- 「Barely Last」（トラックデザイン）
- 「WE ARE the IDOL」（トラックデザイン）
- 「FOUL」（トラックデザイン）
- 「I need you I love you I want you」（トラックデザイン）
- 「CAN’T STOP」（トラックデザイン）
- 「PALET」（トラックデザイン）
- 「ブランニューパレード」（トラックデザイン）
- 「LOVE COMMUNICATION」（トラックデザイン）

MELiSSA
- 「MELiSSA」（作曲・編曲：作詞は古川朋久と共作）
- 「センチメンタルデイズ」（作曲・編曲：作詞は古川朋久と共作）

宮本佳林
- 「どうして僕らにはやる気がないのか」（作曲）[8]
- 「どうして僕らにはやる気がないのか(2021)」（作曲）[9]

風男塾
- 「LIKE A RAINBOW」（作曲）[10]

超学生
- 「Did you see the sunrise?」（トラックデザイン）

椎名ぴかりん
- 「魔界行進曲」（作曲・編曲）
- 「ダイキライ」（編曲）

B小町
- 「我ら完全無敵のアイドル!!」 (歌唱ディレクション)[11]
  - 「Rising Spotlight」 (ライブシーンSE) （作曲・編曲）
- 「サインはB (ドラマver.)」（編曲）
- 「トワイライト」 (歌唱ディレクション)
- 「SHINING SONG」（作詞・作曲）[11]

### ゲーム主題歌
Tifan
- 「Faith」（作曲・編曲）
  - PlayStation Vita専用ゲームソフト「バレットガールズ」主題歌

### ラジオ主題歌
Tifan
- 「風力」（作曲・編曲）
  - 「レレレの錬金術師」エンディングテーマ
- 「LONGING」（作曲・編曲）
  - 「レレレの錬金術師」オープニングテーマ